# Vandklaseskærm
Vandklaseskærm (Oenanthe fistulosa), ofte skrevet vand-klaseskærm, er en flerårig plante i skærmplante-familien. Det er en 25-80 centimeter høj sumpplante med oppustede stængler og bladstilke. Bladene er enkelt fjersnitdelte med kort bladplade og trinde, linjeformede afsnit. De rødlige blomster sidder i tætte dobbeltskærme. Småskærmene er ved modenhed kuglerunde med kegleformede frugter, der er piggede af de blivende grifler.
I Danmark findes vandklaseskærm hist og her i Østjylland og på Øerne på våd bund eller i lavt vand i vandløb, kær og rørsump. Den blomstrer i juni til august.